# بارتوغ وارطانیان
بارتوغ وارطانیان (به ارمنی: Բարդուղ Վարդանյան؛ زاده ۴ دسامبر ۱۸۹۷ - درگذشته ۷ ژوئیهٔ ۱۹۸۷) نقاش اهل ارمنستان بود.

## زندگی‌نامه
وی در ۴ دسامبر ۱۸۹۷ در سلماس به دنیا آمد و از دانشگاه ملی هنرهای بخارست فارغ‌التحصیل گشت. وی همچنین برنده جوایزی همچون نقاش شایسته ارمنستان شوروی شد. وی در ۷ ژوئیهٔ ۱۹۸۷ در سن ۹۰ سالگی در ایروان درگذشت.